# Uridin
Uridin je molekul (nukleozid) koji se sastoji od uracila i riboznog prstena (ribofuranoze) vezanih β-N1-glikozidnom vezom. Ako je uracil vezan za dezoksiribozni prsten, jedinjenje se zove dezoksiuridin.

## Uridin u glikoliznom putu
Uridin učestvuje u glikolizi galaktoze. Ne postoji katabolički proces koji metabolizuje galaktozu. I tog razloga, galaktoza se konvertuje u glukozu i metabolizuje uobičajemim glukoznim putem. Kad je jednom prispela galaktoza konvertirana u galaktozu-1-fosfat (Gal-1-P), ona učestvuje u reakciji sa UDP-glukozom, glukoznim molekulom vezanim za UDP (uridin-difosfat). Taj proces je katalizovan enzimom galaktoza-1-fosfat uridil transferaze, koji prenosi UDP na molekul galaktoze. Krajnji rezultat je UDP-galaktozni molekul i glukoza-1-fosfatni molekul.

## Spoljašnje veze
- Uridine на 